# 피오 XII역
피오 XII 역(스페인어: Pío XII)은 마드리드 지하철 9호선의 역이다. 마드리드 차마르틴 구의 피오 12세(교황 비오 12세) 대로에 위치해 있다. 요금구역 상으로는 A구역에 속한다.

## 역사
1983년 12월 30일 9호선의 북쪽 지선 (아베니다 데 아메리카-플라사 데 카스티야 구간 개통과 함께 문을 열었다. 지선 구간에 속했기 때문에 '9b호선'이라 불렸지만 1986년 2월 24일부터 9호선 본선에 속하게 되었다.

## 환승 정보
역 주변에 시내버스 정류장이 두 곳 있다.
버스
- 시내버스
  - 16, 29, 150번 노선 (주간)
  - N1번 노선 (야간)

지하철
| 마드리드 지하철                   | 마드리드 지하철       | 마드리드 지하철           |
| --------------------------------- | --------------------- | ------------------------- |
| 두케 데 파스트라나 파코 데 루시아 | 마드리드 지하철 9호선 | 콜롬비아 아르간다 델 레이 |